# Экстеншн Ганнерс
«Экстеншн Ганнерс» (англ. Extension Gunners) — ботсванский футбольный клуб из города Лобаце, проводящий домашние матчи на стадионе «Лобаце».

## История
Клуб был основан в 1962 году, в старейшем городе страны, Лобаце. В период с 1992 по 1994 клуб трижды выигрывал титул чемпиона Премьер-лиги Ботсваны. В это время в клубе были собраны сильнейшие игроки в истории клуба, которые были ключевыми игроками национальной сборной. В 1988, 1992 и 2011 годах команда выигрывала
Кубок вызова Футбольной Ассоциации Ботсваны.

## Выступления клуба на континентальных турнирах
| Сезон | Турнир                       | Раунд           | Клуб                | Дома | На выезде | Итог          |
| ----- | ---------------------------- | --------------- | ------------------- | ---- | --------- | ------------- |
| 1993  | Лига чемпионов КАФ           | Предварительный | Кайзер Чифс         | 0-1  | 0-6       | 0-7           |
| 1994  | Лига чемпионов КАФ           | Предварительный | Чиф Сантос          | 2-0  | 3-3       | 5-3           |
| 1994  | Лига чемпионов КАФ           | 1               | Вита (Кишаса)       | 1-1  | 0-5       | 1-6           |
| 1994  | Лига чемпионов КАФ           | Предварительный | Элевэн мэн ин флайт | 2-2  | 2-2       | 4-4(2-4 пен.) |
| 2002  | Кубок обладателей кубков КАФ | Предварительный | Бео-Басси Росс Хилл | 1-1  | 2-3       | 3-4           |
| 2012  | Кубок Конфедерации КАФ       | Предварительный | Тана Формацион      | 1-1  | 0-1       | 1-2           |

## Достижения
Премьер-лига Ботсваны
- Чемпион (3): 1992, 1993, 1994

Кубок вызова Футбольной Ассоциации Ботсваны
- Обладатель (3): 1988, 1992, 2011